# Meteorologiåret 1944

## Händelser

### Mars
- 2 mars - Den största snörullen någonsin, 90 centimeter i diameter, hittas vid Wallersee nära Salzburg inleds [1].

### Maj
- Maj - Med medeltemperaturen -6,3 °C upplever Fanaråken Norges kallaste majmånad någonsin [2].

### Juni
- 24 juni – Södra Sverige upplever en mycket kall midsommar, samt snö i norra svenska Lappland [3].

### Augusti
- 23 augusti – I Warnsveld, Nederländerna uppmäts temperaturen + 38.6 °C (102 °F), vilket blir Nederländernas högst uppmätta temperatur någonsin.[4]

### Oktober
- Oktober - Sätenås i Sverige upplever en mycket torr oktobermånad [5].

### Okänt datum
- Vattenståndet vid Medstuguån vid Medstugan i Sverige börjar mätas [6].
- Torne älv i Sverige drabbas av svår islossning [7].
- Temperaturmätningar vid Luleå flygplats i Sverige inleds [8].

## Födda
- 7 augusti – Brendan McWilliams, irländsk meteorolog och författare.
- Okänt datum – Jagdish Shukla, indisk meteorolog.
- Okänt datum – Larry R. Johnson, amerikansk meteorolog.

## Avlidna
- 2 juni – Reginald Hawthorn Hooker, brittisk meteorolog och statistiker.

### Fotnoter
1. ↑  ”SMHI”. Arkiverad från originalet den 11 januari 2011. https://web.archive.org/web/20110111071936/http://www.smhi.se/kunskapsbanken/meteorologi/snorullar-och-vattensnobollar-1.4175. Läst 8 februari 2011.
2. ↑  MET
3. ↑  SMHI
4. ↑  Persad, Radjin (18 juni 2013). ”tropical Holland” (på engelska). nltimes.nl. Arkiverad från originalet den 16 juli 2014. https://web.archive.org/web/20140716095401/http://www.nltimes.nl/2013/06/18/tropical-holland/. Läst 16 juli 2014.
5. ↑  SMHI
6. ↑  SMHI
7. ↑  SMHI
8. ↑  SMHI